# 藤森神社 (摂津市)
藤森神社（ふじもりじんじゃ）は、大阪府摂津市に鎮座する神社。

## 祭神
- 舎人親王
- 菅原道真

## 歴史

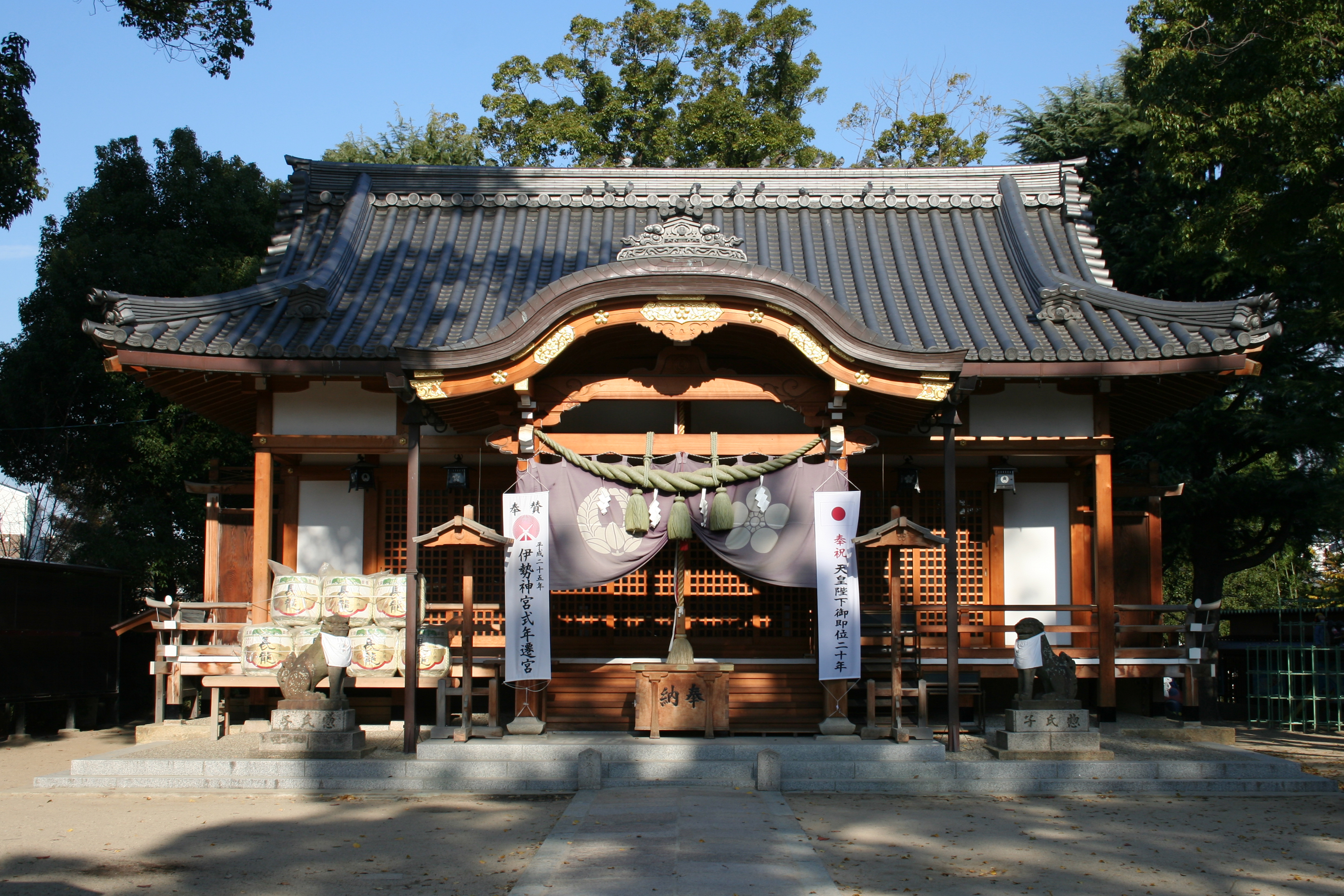
拝殿

『摂津名所図会』に「鳥飼西邑にあり。此の地五ヶ村の産土神なり。例祭九月九日。山州藤杜崇道神敬天皇を勧請せり」とあり、舎人親王を京都藤森神社より勧請した。社域が淀川に近く、古来より水害を蒙り、ある年神輿が流れて吹田に至ったことから、御旅所を高浜神社の境内に置いたという。今の社殿は天正5年（1577年）の建築。天坊幸彦は、この地がもと鳥養部の居住地で『日本書紀』『新撰姓氏録』にその名があり、その部民が祖先天湯河桁命を祀っていたものが、神社の名が京都の藤森と同じことから祭神を舎人親王としたとしている。
- 明治5年（1872年）郷社に列す。
- 明治40年（1907年）1月、神饌幣帛料供進社に指定される。
- 明治41年（1908年）1月15日に鳥飼西の三本松天神社、鳥飼中の道祖神社、鳥飼上の若宮神社を合祀。
- 明治43年（1910年）3月、新在家の村社八幡宮を合祀。新在家八幡宮は別府・一津屋・新在家と3か所の分祀されたうちの1社。
- 明治43年（1910年）1月、鳥飼八町の稲荷神社、鳥飼野々の稲荷神社を末社の稲荷神社に合祀す。

## 境内社
- 市杵島神社  市杵嶋姫命
- 国狭槌神社  国狭槌尊
- 稲荷神社　 倉稲魂尊

## 周辺情報
- 三本松天神社の旧跡
  - 太宰府に左遷された菅原道真が赴任の途中、鳥飼の地に船を着け、食後自ら楊枝松を植え、「もし若葉を生ぜばこれ帰洛の兆なり」と言われた。後に生育して3本の幹に分かれ、里人がここに社殿を造営して菅公を祀った。明治に藤森神社に合祀される。
- 鳥養牧跡
  - 『延喜式』に近都牧とある都の周辺に設けた6牧の1つで、諸国から運ばれた牛馬を飼育して都に送った。
- 鳥養の渡し跡
  - 古くは慶長19年（1614年）、片桐且元が茨木城に入った時に使ったと伝えられ、昭和8年（1933年）から昭和50年（1975年）まで大阪府営の「鳥飼の渡し」があった。